# Коктерек (Уалихановский район)
Коктерек (каз. Көктерек) — село в Уалихановском районе Северо-Казахстанской области Казахстана. Входит в состав Коктерекского сельского округа. Код КАТО — 596437180.

## География
Расположено около озера Силетитениз.

## Население
В 1999 году население села составляло 470 человек (251 мужчина и 219 женщин). По данным переписи 2009 года, в селе проживало 321 человек (162 мужчины и 159 женщин).